# 希腊罗马传记与神话学辞典
《希腊罗马传记与神话辞典》（Dictionary of Greek and Roman Biography and Mythology，出版于1849年，最初曾以略为相异的书名出版于1844年）是一部百科全书及传记性辞典。此书由史密斯（William Smith）所辑，共计三卷3700页。它是十九世纪辞典编纂方面的经典著作。这部著作是《希腊罗马古迹辞典》和《希腊罗马地理学辞典》的姊妹作。

## 作者与编著目的

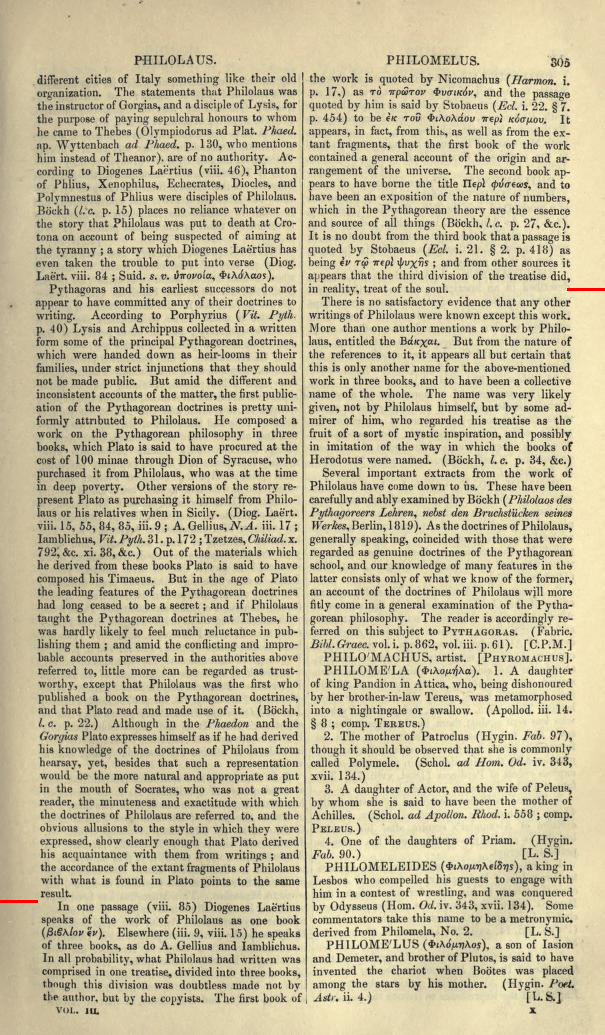
毕达哥拉斯的书，摘自斐洛劳斯(查尔斯·彼得森，1870年)

这部书在同是部分条目作者的编者之外列出了35位作者，他们主要是来自牛津、剑桥、拉格比学校，以及波恩大学和一些其他机构的古典学者，许多关于神话的词条是帮助在英国推广德国古典学术的德侨施密茨（Leonhard Schmitz）的作品
。
至于传记部分，史密斯意在广泛。在前言中他说道：
“这部作品中的传记性条目囊括了希腊罗马作家笔下出现的、所有重要与不重要的人，自最早的时期下溯至我们纪元476年西罗马帝国的灭亡，再下溯至1453年土耳其人攻占君士坦丁堡而致东罗马帝国灭亡时。”
莎普（Samuel Sharpe）认为本伯里（Edward Bunbury）曾抄袭了他的著作，鉴于莎普曾在1850年9月3日的日记中写道：
“我在阅读史密斯博士的《古典传记辞典》中各位托勒密法老的内容时确感冒犯，它们全都由本伯里在我所著《埃及史》的帮助下创作而成，并且没有任何致谢，尽管他甚至从我的兄弟丹（Dan）那里为此目的借走了那卷书。”
这部辞典的大部分定义与词条都为更加晚近的作品所引，并且格雷夫斯（Robert Graves）还被控诉在创作《希腊神话》时从这部书那里“直接而毫不检查地列举他那些花哨的引用”。

## 目前应用状况及实用性
此书如今不受版权限制，并可获取于互联网上的若干地址。但尽管其内容大体准确（很少见有被严格校勘、能够担当传记性修正的版本），很多内容却已漏失，特别是晚近的发现（诸如亚里士多德的《雅典政制》，或线形文字B的解读）与碑铭材料。或许更认真地说，古代证据被审视的语境在一个半世纪间时常变化。

## 参看
- 《希臘羅馬古蹟學辭典》Dictionary of Greek and Roman Antiquities
- 《希臘羅馬地理學辭典》Dictionary of Greek and Roman Geography